# Shadow the Hedgehog (игра)
Shadow the Hedgehog (яп. シャドウ・ザ・ヘッジホッグ Сядо: дза Хэддзихоггу, рус. «Ёж Шэдоу») — видеоигра серии Sonic the Hedgehog, выпущенная для игровых консолей GameCube, PlayStation 2 и Xbox в ноябре 2005 года. В 2013 году была переиздана для PlayStation 3 и распространялась только в Японии через сервис PlayStation Network в разделе «PS2 Classics». Разработкой занималась студия Sega Studio USA (известная ранее как Sonic Team USA).
Согласно концепции предыдущих игр, таких как Sonic Adventure, Sonic Adventure 2 и Sonic Heroes, Shadow the Hedgehog является трёхмерным платформером. Большинство уровней имеют три возможные миссии — «Hero», «Dark» и «Normal», поэтому игрок должен сам выбрать в каком стиле должна проходить игра; некоторые уровни имеют только две стороны. На этот вид игрового процесса ссылается лозунг игры: «Герой или злодей? Вы решаете». Сюжет основан на попытках ежа Шэдоу, созданного дедом доктора Эггмана, Джеральдом Роботником, и страдающего от амнезии, узнать о своём прошлом.
Разработка Shadow the Hedgehog началась после выхода Sonic Heroes, в 2004 году. После выхода проект получил от критиков в основном негативные отзывы, но ему сопутствовал коммерческий успех. Обозревателям не понравилась мрачная атмосфера и использование огнестрельного оружия, но похвалы удостоилась реиграбельность. К июлю 2006 года было продано 1,6 миллионов копий игры. Shadow the Hedgehog стала последней игрой в серии Sonic the Hedgehog, разработанной в Sega Studio USA; в 2008 году она была снова объединена с японской командой Sonic Team.

## Игровой процесс

Шэдоу на уровне «Space Gadget». Большинство уровней было заимствовано из Sonic Adventure 2

Shadow the Hedgehog является трёхмерным платформером с элементами жанров action-adventure и шутера от третьего лица. Главным героем игры выступает ёж Шэдоу. Как и в предыдущих частях серии Sonic the Hedgehog, игроку на уровнях нужно уничтожать врагов и собирать кольца для защиты персонажа от гибели и получения дополнительных жизней.
Прохождение уровней завершается после выполнения миссий, которые поделены на три категории: «Hero», «Dark» и «Normal». В роли помощников во время миссий «Hero» выступают ёж Соник, лис Тейлз, ехидна Наклз, а иногда и доктор Эггман. Миссии «Dark» включают в себя выполнения задач от Блэк Армс (инопланетной расы во главе с Блэк Думом) или доктора Эггмана. В «Normal» требуется просто достичь большого кольца в конце уровня. Миссии можно в любой момент переключить, выбрав в меню паузы или на крестовине желаемую сторону. Однако враги, нападающие на Шэдоу, не зависят от выбранной стороны. Миссия выбранного участка влияет на сюжет, и после окончания последнего задания игрок может увидеть одну из десяти концовок. Каждый уровень сопровождается коротким видеороликом или битвой с боссом.
Для борьбы с врагами игрок дополнительно может пользоваться оружием или различными предметами, к примеру, пистолетами или дорожными знаками. Здесь также присутствуют транспортные средства, нужные для уничтожения противников или объезда участков с кислотой. Как и в большинстве игр про Соника, важную роль в Shadow the Hedgehog играют камни Изумруды Хаоса. Они позволяют Шэдоу выполнять приёмы chaos control, которые позволяют двигаться быстрым темпом на уровне и замедлять время, и chaos blast, нужные для уничтожения всех ближайших врагов. Способности главного героя можно использовать только после полного заполнения специальной полосы: тёмно-синей для «Hero» и красной для «Dark». Для заполнения нужно уничтожать солдат организации G.U.N или чудищ Блэк Армс.
В Shadow the Hedgehog есть многопользовательский режим, поддерживающий до двух игроков. Здесь используется технология разделённого экрана. Мультиплеер сохраняет основную механику одиночной игры, но действие происходит на трёх специально разработанных уровнях. Для прохождения можно выбрать самого Шэдоу или одного из доступных клонов, отличающиеся между собой цветовой палитрой. На уровнях игроки нападают друг на друга и крадут кольца, и продолжается игра до тех пор, пока один из персонажей не погибнет. Кроме того, если к консоли подключены два контроллера, в режиме истории второй игрок может управлять дополнительным персонажем.

## Сюжет

### Персонажи
Главным персонажем игры является ёж Шэдоу — высшая форма жизни, созданная 50 лет назад в космической колонии «АРК» профессором Джеральдом Роботником. Во время исследований учёный создал несколько прототипов, среди которых был и главный герой. В Sonic Adventure 2 Шэдоу погиб в космосе, но вернулся обратно в Sonic Heroes уже с амнезией. В своей сольной игре Шэдоу начинает приключение с целью узнать о своём прошлом.
В сюжетной линии «Hero» Шэдоу будет помогать военной организации «Guardian Units of Nations» (G.U.N.) и персонажам из предыдущих игр серии: ёж Соник, лисёнок Тейлз, ехидна Наклз, летучая мышь Руж, ежиха Эми Роуз, робот E-123 Омега, хамелеон Эспио, крокодил Вектор и пчела Чарми. Они объединились с целью защиты земли от Эггмана и инопланетян Блэк Армсов. Лидер инопланетян, Блэк Дум следит за действиями Шэдоу с помощью своего «Глаза Дума». В сюжетной линии «Dark» Шэдоу помогает ему и доктору, каждый из которых хочет завладеть всеми Изумрудами Хаоса для своих целей.

### История

Сюжетная линия разделена на три части — «Hero», «Dark» и «Normal». Белые квадраты означают уровень, красный и синий квадратики — главный босс. Цветные линии означают, как выполненные задания могут повлиять на сюжет

Пятьдесят лет назад профессор Джеральд Роботник начал эксперимент под названием «Проект „Тень“», в глубине рабочей станции «АРК». По приказу правительства он пытался раскрыть секреты вечной жизни. Эксперимент привёл к созданию ежа Шэдоу, высшей формы жизни, которая могла использовать таинственную силу Изумрудов Хаоса. После событий Sonic Adventure 2, где впервые появился главный герой, он считался мёртвым, но вернулся в Sonic Heroes с амнезией. Действие Shadow the Hedgehog происходит после событий Sonic Heroes.
В начале игры Шэдоу помнит только три вещи: его попытку бегства с «АРК» — большой космической станции, внучку Джеральда Роботника — Марию, и её смерть от выстрела солдата из военной организации «Guardian Units of Nations» (G.U.N.). Персонаж задаётся вопросом, кто он, почему он ничего не помнит, и кто такая Мария. Игра начинается в городе Вестополис, на который нападают инопланетяне Блэк Армс. Их лидер Блэк Дум (англ. Black Doom) рассказывает Шэдоу о старом соглашении — принести ему Изумруды Хаоса. Главный герой удивляется, откуда Блэк Дум знает его имя, но понимает важность сбора камней — они помогут вспомнить прошлое.
Сюжет развивается через несколько уровней. По мере завершения миссий, Шэдоу узнаёт больше о своём прошлом. Он может помогать Блэк Армс и доктору Эггману («Dark»), которые хотят использовать Изумруды Хаоса для своих целей, или же сотрудничать с защищающими мир от Тёмной стороны армией «G.U.N» и командой Соника («Hero»), или не выбирать ни одну из сторон и искать камни для себя («Normal»). Миссии определяют, какая из десяти возможных концовок будет показана после сбора всех Изумрудов и победы над последним боссом.
В игре есть истинная, 11-я концовка. Шэдоу всё-таки смог раздобыть все Изумруды Хаоса. Блэк Дум использует их с помощью Хаос Контроля, для перемещения кометы из космоса прямо на Землю. Ёж в итоге узнаёт своё происхождение. Он был создан Джеральдом Роботником из крови Блэк Дума 50 лет назад. Шэдоу, с целью предотвратить уничтожение планеты, забирает у лидера инопланетян Изумруды, для превращения в супер-форму. В схватке он побеждает злодея, после чего использует Хаос Контроль для перемещения кометы обратно в космос, где её уничтожает колония «АРК». В конце Шэдоу, смотря на Землю, выбрасывает фотографию Марии со словами «Прощай навеки… Ёж Шэдоу».

## Разработка и выход игры
Shadow the Hedgehog была разработана Sega Studio USA, бывшем подразделением Sonic Team от Sega. Создание игры началось после выхода Sonic Heroes, в 2004 году, и планировалось как своеобразное продолжение Sonic Adventure 2. Высокая популярность ежа Шэдоу среди фанатов серии заставила компанию создать сольную игру про антигероя Соника, заодно раскрыв тайну его происхождения. Сценарием для Shadow the Hedgehog занялся руководитель и ведущий дизайнер проекта Такаси Иидзука. Им была предложена идея создать в игре нелинейный сюжет, чтобы выполненные игроком задания могли повлиять на ход событий. Эту особенность разработчики решили подчеркнуть на мартовском мероприятии Walk of Game, где был впервые продемонстрирован слоган «Герой или злодей? Вы решаете» (англ. Hero or villain? You decide). Несмотря на то, что некоторая лексика главного героя была вырезана из финальной версии игры, в диалогах Шэдоу употребляет такие табуированные слова как «чёрт» (англ. damn) или «ад» (англ. hell).
Игра была создана в первую очередь для подростков и взрослых. Команда разработчиков черпала идеи для проекта из фильмов «Другой мир», «Константин: Повелитель тьмы», и серии «Терминатор». В Shadow the Hedgehog было решено привнести в игровой процесс несколько новшеств, например, использование транспортных средств и оружия, которых не было ранее ни в одной игре серии Sonic the Hedgehog. По словам продюсера Юдзи Наки, команда таким способом решила «бросить вызов самим себе, создав игру с высокоскоростными участками и пистолетами». А игровым персонажем стал ёж Шэдоу стал лишь потому, что он идеально вписывается в рамки нового геймплея. Однако разработчики не хотели отказываться от скоростного прохождения уровней, который всегда был присущ франшизе. Такаси Иидзука хотел с помощью необычного стиля и жанра игры привлечь американскую аудиторию. Кроме того, продюсер Юдзи Нака в мае 2005 года сообщил, что получал от фанатов письма с просьбами дать оружие и Сонику.
Движком для Shadow the Hedgehog послужил RenderWare, использовавшиеся ранее в Sonic Heroes. Видеоролики создавались в компании Blur Studio. Игра разрабатывалась для консолей GameCube, PlayStation 2 и Xbox. Так как команда не стала создавать для каждой консоли эксклюзивный контент, все три версии идентичны между собой. Юдзи Нака хотел с помощью мультиплатформы увеличить число поклонников серии Sonic the Hedgehog, и, в случае успеха Shadow the Hedgehog, планировал и дальше создавать ответвления с участием других персонажей франшизы. Важной целью команды также было создание игры с высокой кадровой частотой, примерно до 60 кадров в секунду. Программированием занимался Такэси Сакакибара, принимавший ранее участие в разработке Sonic Adventure 2.
Анонс игры состоялся 23 марта 2005 года. В мае этого же года Шэдоу «появился» вместе с Юдзи Накой и Такаси Иидзукой в одном из смешанных боёв японской премьер-лиги Pancrase. Для продвижения игры группа M-Flo создала ремикс песни «Tripod Baby» и выпустила музыкальный видеоклип с Шэдоу. Shadow the Hedgehog демонстрировалась на выставке Electronic Entertainment Expo 2005.
Выход Shadow the Hedgehog состоялся том же месяце, что и Sonic Rush для портативной консоли Nintendo DS — в ноябре 2005 года. Ограниченной серией продавался контроллер для PlayStation 2, на котором был изображён ёж Шэдоу. 19 июня 2013 года на территории Японии состоялся выход Shadow the Hedgehog на PlayStation 3. Эта версия распространяется через сервис PlayStation Network в разделе «PS2 Classics».

## Музыка

Обложка музыкального альбома Lost and Found: Shadow the Hedgehog Vocal Trax

Музыка для игры была написана Дзюном Сэноуэ (он же по совместительству и звукорежиссёр), Ютакой Минобэ, Кэйити Сугиямой, Марико Намбой, Томоей Отани, Ли Брозертоном, Масахиро Фукухарой и Кэнъити Токои. В создании композиций принимали участие группы Julien-K, Magna-Fi и Powerman 5000. Главную и окончательную темы, «I Am… All of Me» и «Never Turn Back», исполнила Crush 40. Также для Shadow the Hedgehog были написаны треки «Broken» группы Sins of a Divine Mother, но Дзюн Сэноуэ не смог связаться с композиторами для записи и в конечном итоге её заменили на композицию «Chosen One» от A2, и «Who I Am» в исполнении Magna-Fi, также заменённая на «I Am… All of Me».
Всего было выпущено два саундтрека к Shadow the Hedgehog. Выход первого альбома, Lost and Found: Shadow the Hedgehog Vocal Trax (яп. ロスト アンド ファウンド シャドウ・ザ・ヘッジホッグ ヴォーカル トラックス Росуто андо Фаундо Сядо: дза Хэдзихоггу Вокару Тораккусу), состоялся 22 февраля 2006 года. В нём содержится семь песен, включая и один ремикс. Одновременно с ним был издан официальный саундтрек Shadow the Hedgehog Original Soundtrax (яп. シャドウ・ザ・ヘッジホッグ オリジナル・サウンドトラックス Сядо: дза Хэдзихоггу Оридзинару Саундотораккусу). Оба музыкальных альбома распространялись лейблом Wave Master. Композиции из игры были позже включены в альбомы True Colors: The Best of Sonic the Hedgehog Part 2 (2009), Sonic Generations: 20 Years of Sonic Music (2011), History of the 1ST Stage Original Soundtrack White Edition (2011), History of Sonic Music 20th Anniversary Edition (2011), Sonic the Hedgehog 25th Anniversary Selection (2016), а также появились в некоторых альбомах Дзюна Сэноуэ и группы Crush 40.
| №  | Название                         | Текст песни    | Музыка        | Исполнитель                     | Длительность |
| -- | -------------------------------- | -------------- | ------------- | ------------------------------- | ------------ |
| 1. | «I Am… All of Me»                | Джонни Джиоэли | Дзюн Сэноуэ   | Crush 40                        | 3:50         |
| 2. | «Almost Dead»                    | Powerman 5000  | Powerman 5000 | Powerman 5000                   | 3:24         |
| 3. | «Waking Up»                      | Райан Шак      | Амир Дерак    | Julien-K                        | 3:20         |
| 4. | «E.G.G.M.A.N. Doc Robeatnix Mix» |                |               | REMIX Factory feat. Пол Шортино | 3:38         |
| 5. | «The Chosen One»                 | A2             | A2            | A2                              | 4:11         |
| 6. | «All Hail Shadow»                | Magna-Fi       | Magna-Fi      | Magna-Fi                        | 3:23         |
| 7. | «Never Turn Back»                | Джонни Джиоэли | Дзюн Сэноуэ   | Crush 40                        | 4:40         |

| №                   | Название                                         | Текст песни         | Музыка                    | Исполнитель         | Длительность |
| ------------------- | ------------------------------------------------ | ------------------- | ------------------------- | ------------------- | ------------ |
| 1.                  | «I Am… All of Me / Opening ver.»                 | Джонни Джиоэли      | Дзюн Сэноуэ               | Crush 40            | 1:51         |
| 2.                  | «System: Main Menu»                              |                     | Дзюн Сэноуэ               |                     | 1:17         |
| 3.                  | «Event: Prologue»                                |                     | Ютака Минобэ              |                     | 1:24         |
| 4.                  | «Westopolis»                                     |                     | Дзюн Сэноуэ               |                     | 2:48         |
| 5.                  | «Event: Invaders»                                |                     | Дзюн Сэноуэ               |                     | 0:46         |
| 6.                  | «Event: Vast Nazca»                              |                     | Дзюн Сэноуэ               |                     | 0:22         |
| 7.                  | «Glyphic Canyon»                                 |                     | Дзюн Сэноуэ               |                     | 2:30         |
| 8.                  | «Event: Doom’s Eye»                              |                     | Дзюн Сэноуэ               |                     | 0:38         |
| 9.                  | «Digital Circuit»                                |                     | Дзюн Сэноуэ               |                     | 2:59         |
| 10.                 | «Lethal Highway»                                 |                     | Дзюн Сэноуэ               |                     | 3:28         |
| 11.                 | «Boss: Black Bull»                               |                     | Дзюн Сэноуэ               |                     | 2:51         |
| 12.                 | «Event: Determination»                           |                     | Дзюн Сэноуэ               |                     | 1:05         |
| 13.                 | «Event: EG Control Room»                         |                     | Дзюн Сэноуэ               |                     | 0:24         |
| 14.                 | «Cryptic Castle»                                 |                     | Дзюн Сэноуэ               |                     | 2:46         |
| 15.                 | «Event: Shut Your Mouth»                         |                     | Дзюн Сэноуэ               |                     | 0:38         |
| 16.                 | «Boss: Egg Breaker»                              |                     | Дзюн Сэноуэ               |                     | 1:02         |
| 17.                 | «Event: Flying with Tornado»                     |                     | Дзюн Сэноуэ               |                     | 0:25         |
| 18.                 | «Circus Park»                                    |                     | Марико Намба              |                     | 3:08         |
| 19.                 | «Prison Island»                                  |                     | Дзюн Сэноуэ               |                     | 2:35         |
| 20.                 | «Event: No Way Out»                              |                     | Ютака Минобэ              |                     | 0:59         |
| 21.                 | «Death Ruins»                                    |                     | Дзюн Сэноуэ               |                     | 2:23         |
| 22.                 | «Sky Troops»                                     |                     | Дзюн Сэноуэ               |                     | 3:52         |
| 23.                 | «Event: Great Blackarms»                         |                     | Дзюн Сэноуэ               |                     | 0:40         |
| 24.                 | «Central City»                                   |                     | Дзюн Сэноуэ               |                     | 2:05         |
| 25.                 | «Event: Preparation for Ritual»                  |                     | Дзюн Сэноуэ               |                     | 1:09         |
| 26.                 | «The Ark»                                        |                     | Дзюн Сэноуэ и Томоя Отани |                     | 2:49         |
| 27.                 | «Event: Shadow Incoming»                         |                     | Дзюн Сэноуэ               |                     | 0:27         |
| 28.                 | «Boss: Blue Falcon»                              |                     | Дзюн Сэноуэ               |                     | 2:56         |
| 29.                 | «Event: Eclipse Cannon»                          |                     | Ютака Минобэ              |                     | 0:39         |
| 30.                 | «Event: Brief Relief»                            |                     | Дзюн Сэноуэ               |                     | 0:46         |
| 31.                 | «Event: I Know Professor…»                       |                     | Дзюн Сэноуэ               |                     | 0:26         |
| 32.                 | «Gun Fortress»                                   |                     | Дзюн Сэноуэ               |                     | 2:21         |
| 33.                 | «Event: Showdown»                                |                     | Ютака Минобэ              |                     | 0:35         |
| 34.                 | «Boss: Black Doom»                               |                     | Ютака Минобэ              |                     | 2:10         |
| 35.                 | «Ending: Evil Ending»                            |                     | Ютака Минобэ              |                     | 1:03         |
| 36.                 | «Jingle: Awake Hero»                             |                     | Дзюн Сэноуэ               |                     | 0:15         |
| 37.                 | «Jingle: Awake Dark»                             |                     | Дзюн Сэноуэ               |                     | 0:39         |
| 38.                 | «Jingle: Chaos Control»                          |                     | Дзюн Сэноуэ               |                     | 0:26         |
| 39.                 | «Jingle: Chaos Control Slow ver.»                |                     | Дзюн Сэноуэ               |                     | 0:32         |
| 40.                 | «Jingle: Round Clear»                            |                     | Дзюн Сэноуэ               |                     | 0:08         |
| 41.                 | «System: Battle Menu»                            |                     | Дзюн Сэноуэ               |                     | 1:10         |
| 42.                 | «2P vs. Battle»                                  |                     | Дзюн Сэноуэ               |                     | 2:29         |
| 43.                 | «Digital Circuit: Remix ver.» (Бонусный трек)    |                     | Дзюн Сэноуэ               |                     | 2:06         |
| 44.                 | «Digital Circuit: Original ver.» (Бонусный трек) |                     | Дзюн Сэноуэ               |                     | 1:45         |
| 45.                 | «Circus Park: Original ver.» (Бонусный трек)     |                     | Марико Намба              |                     | 3:02         |
| Общая длительность: | Общая длительность:                              | Общая длительность: | Общая длительность:       | Общая длительность: | 70:49        |

| №                   | Название                               | Текст песни         | Музыка              | Исполнитель         | Длительность |
| ------------------- | -------------------------------------- | ------------------- | ------------------- | ------------------- | ------------ |
| 1.                  | «System: Select»                       |                     | Дзюн Сэноуэ         |                     | 1:15         |
| 2.                  | «System: Story»                        |                     | Дзюн Сэноуэ         |                     | 1:03         |
| 3.                  | «Event: To the World of the Memory»    |                     | Ютака Минобэ        |                     | 0:53         |
| 4.                  | «Lost Impact»                          |                     | Дзюн Сэноуэ         |                     | 2:22         |
| 5.                  | «The Doom»                             |                     | Ютака Минобэ        |                     | 2:04         |
| 6.                  | «Event: Foolish Humans»                |                     | Дзюн Сэноуэ         |                     | 0:37         |
| 7.                  | «Boss: Heavy Dog»                      |                     | Дзюн Сэноуэ         |                     | 1:40         |
| 8.                  | «Event: All Torn Down»                 |                     | Дзюн Сэноуэ         |                     | 1:13         |
| 9.                  | «Air Fleet»                            |                     | Дзюн Сэноуэ         |                     | 2:37         |
| 10.                 | «Event: Team Chaotix»                  |                     | Дзюн Сэноуэ         |                     | 0:34         |
| 11.                 | «Event: Electrified»                   |                     | Дзюн Сэноуэ         |                     | 0:25         |
| 12.                 | «Mad Matrix»                           |                     | Дзюн Сэноуэ         |                     | 2:13         |
| 13.                 | «Event: Shadow Android»                |                     | Дзюн Сэноуэ         |                     | 0:43         |
| 14.                 | «Iron Jungle»                          |                     | Дзюн Сэноуэ         |                     | 2:10         |
| 15.                 | «Lava Shelter»                         |                     | Дзюн Сэноуэ         |                     | 2:54         |
| 16.                 | «Event: I Refuse»                      |                     | Дзюн Сэноуэ         |                     | 0:44         |
| 17.                 | «Boss: Egg Dealer»                     |                     | Дзюн Сэноуэ         |                     | 2:05         |
| 18.                 | «Ending: Android Ending»               |                     | Ютака Минобэ        |                     | 0:51         |
| 19.                 | «Event: Strategy»                      |                     | Томоя Отани         |                     | 1:28         |
| 20.                 | «Event: Recollection of the Ark»       |                     | Кэнъити Токои       |                     | 0:31         |
| 21.                 | «Event: Way to the Ark»                |                     | Дзюн Сэноуэ         |                     | 0:18         |
| 22.                 | «Space Gadget»                         |                     | Дзюн Сэноуэ         |                     | 2:15         |
| 23.                 | «Cosmic Fall»                          |                     | Дзюн Сэноуэ         |                     | 2:45         |
| 24.                 | «Event: Perplexity»                    |                     | Дзюн Сэноуэ         |                     | 0:45         |
| 25.                 | «Event: Commander’s Memories»          |                     | Дзюн Сэноуэ         |                     | 1:27         |
| 26.                 | «Event: The Grudge»                    |                     | Дзюн Сэноуэ         |                     | 0:35         |
| 27.                 | «Event: If What You Say is True…»      |                     | Дзюн Сэноуэ         |                     | 0:27         |
| 28.                 | «Ending: Sad Ending»                   |                     | Ютака Минобэ        |                     | 1:03         |
| 29.                 | «Event: Feel the Black Power»          |                     | Дзюн Сэноуэ         |                     | 0:48         |
| 30.                 | «Black Comet»                          |                     | Дзюн Сэноуэ         |                     | 3:12         |
| 31.                 | «Event: Sea of Sorrow»                 |                     | Дзюн Сэноуэ         |                     | 0:25         |
| 32.                 | «Event: Forth into the Black»          |                     | Дзюн Сэноуэ         |                     | 0:38         |
| 33.                 | «Final Haunt»                          |                     | Дзюн Сэноуэ         |                     | 3:58         |
| 34.                 | «Event: Break You Down»                |                     | Ютака Минобэ        |                     | 0:46         |
| 35.                 | «Boss: Diablon»                        |                     | Дзюн Сэноуэ         |                     | 1:52         |
| 36.                 | «Ending: Hero Ending»                  |                     | Ютака Минобэ        |                     | 1:05         |
| 37.                 | «Event: Definition of Insanity»        |                     | Дзюн Сэноуэ         |                     | 0:18         |
| 38.                 | «Event: The World Came Crumbling Down» |                     | Ютака Минобэ        |                     | 0:23         |
| 39.                 | «Event: My Perfect Plan»               |                     | Дзюн Сэноуэ         |                     | 1:04         |
| 40.                 | «Event: Professor’s Fault»             |                     | Дзюн Сэноуэ         |                     | 0:28         |
| 41.                 | «Event: Between Dark and Dawn»         |                     | Ютака Минобэ        |                     | 1:56         |
| 42.                 | «The Last Way»                         |                     | Ютака Минобэ        |                     | 2:27         |
| 43.                 | «Event: Hidden Memories»               |                     | Ютака Минобэ        |                     | 0:36         |
| 44.                 | «Event: The Real Truth»                |                     | Ютака Минобэ        |                     | 1:31         |
| 45.                 | «Event: Super Shadow»                  |                     | Дзюн Сэноуэ         |                     | 0:25         |
| 46.                 | «I Am… All of Me / Final Doom ver.»    | Джонни Джиоэли      | Дзюн Сэноуэ         | Crush 40            | 3:37         |
| 47.                 | «Event: The Messiah»                   |                     | Ютака Минобэ        |                     | 0:35         |
| 48.                 | «Event: Finale»                        |                     | Ютака Минобэ        |                     | 1:00         |
| 49.                 | «Event: I Am… The Story is Over»       |                     | Дзюн Сэноуэ         |                     | 0:47         |
| Общая длительность: | Общая длительность:                    | Общая длительность: | Общая длительность: | Общая длительность: | 65:48        |

## Озвучивание
Shadow the Hedgehog — первая игра серии Sonic the Hedgehog, где прежние актёры были заменены на актёров дубляжа 4Kids Entertainment. Персонажи на японском языке были озвучены теми же сэйю, что и в Sonic Adventure.
Японская и американская версии игры для PlayStation 2 и Xbox имеют оба варианта озвучивания, вместе с субтитрами. В европейской версии функция смена языка удалена. В Xbox-версии, чтобы сменить озвучивание, нужно поменять язык в меню консоли. А из-за ограниченного размера мини-диска, версия для GameCube озвучена только на одном языке в соответствии с регионом консоли, однако в настройках можно сменить язык субтитров.
| Персонаж                         | Японский актёр озвучивания | Английский актёр озвучивания |
| -------------------------------- | -------------------------- | ---------------------------- |
| Ёж Шэдоу                         | Кодзи Юса                  | Джейсон Гриффит              |
| Ёж Соник                         | Дзюнъити Канэмару          | Джейсон Гриффит              |
| Блэк Дум                         | Рюдзабуро Отомо            | Шон Шэммел                   |
| Доктор Эггман, Джеральд Роботник | Тикао Оцука                | Майк Поллок                  |
| Командир G.U.N.                  | Бандзё Гинга               | Марк Томпсон                 |
| Мария Роботник, секретарь        | Юри Сиратори               | Эрика Шрёдер                 |
| Майлз «Тейлз» Прауэр             | Рё Хирохаси                | Эми Пэлэнт                   |
| Ехидна Наклз                     | Нобутоси Канна             | Дэн Грин                     |
| Эми Роуз                         | Таэко Кавата               | Лиза Ортис                   |
| Летучая мышь Руж                 | Руми Отиай                 | Карен Лин Такетт             |
| E-123 Омега                      | Тайтэн Кусуноки            | Эндрю Рэннеллс               |
| Солдаты G.U.N.                   | Такаси Ёсида               | Эндрю Рэннеллс               |
| Крокодил Вектор                  | Кэнта Миякэ                | Джимми Зоппи                 |
| Хамелеон Эспио                   | Юки Масуда                 | Дэвид Уиллс                  |
| Пчела Чарми                      | Ёко Тэпподзука             | Эми Бирнбаум                 |
| Президент                        | Ютака Накано               | Мэдди Блоштейн               |
| Крольчиха Крим                   | Саяка Аоки                 | Ребекка Хэндлер              |
| Примечания: 1. 2. 3. 4.          |                            |                              |

## Оценки и мнения
| Сводный рейтинг       | Сводный рейтинг | Сводный рейтинг | Сводный рейтинг  |
| Издание               | Оценка          | Оценка          | Оценка           |
| Издание               | GC              | PS2             | Xbox             |
| --------------------- | --------------- | --------------- | ---------------- |
| GameRankings          | 53,10 %         | 49,27 %         | 52,15 %          |
| Game Ratio            | 57 %            | 50 %            | 49 %             |
| Metacritic            | 51/100          | 45/100          | 49/100           |
| MobyRank              | 48/100          | 42/100          | 48/100           |
| Иноязычные издания    |                 |                 |                  |
| Издание               | Оценка          | Оценка          | Оценка           |
| Издание               | GC              | PS2             | Xbox             |
| 1UP.com               | N/A             | D-              | N/A              |
| AllGame               | N/A             | [ 57 ]          | N/A              |
| EGM                   | 5,17/10         | N/A             | N/A              |
| Eurogamer             | N/A             | N/A             | 5/10             |
| G4                    | N/A             | N/A             | 1/5              |
| Game Informer         | 4/10            | N/A             | N/A              |
| GamePro               | N/A             | 2/5             | N/A              |
| GameSpot              | 4,8/10          | 4,7/10          | 4,8/10           |
| GameSpy               | [ 64 ]          | N/A             | N/A              |
| GameTrailers          | 8,3/10          | 8,3/10          | 8,3/10           |
| IGN                   | 4,9/10          | 4,7/10          | 4,9/10           |
| Nintendo Power        | 8/10            | N/A             | N/A              |
| Nintendo World Report | 3,5/10          | N/A             | N/A              |
| OPM                   | N/A             | 1,5/5           | N/A              |
| OXM                   | N/A             | N/A             | 5,5/10 7/10 (UK) |
| PALGN                 | N/A             | 4/10            | N/A              |
| Play (UK)             | 7,5/10          | N/A             | N/A              |
| TeamXbox              | N/A             | N/A             | 5,3/10           |
| VideoGamer            | N/A             | 4/10            | N/A              |
| Русскоязычные издания |                 |                 |                  |
| Издание               | Оценка          | Оценка          | Оценка           |
| Издание               | GC              | PS2             | Xbox             |
| «Страна игр»          | N/A             | 5/10            | N/A              |
| «Консоль»             | 4,4/10          | 4,4/10          | 4,4/10           |

Shadow the Hedgehog после выхода получил противоречивые отзывы, большинство из них носили негативный характер. На сайте GameRankings версия игры для GameCube имеет рейтинг в 53,10 %, версия для Xbox — 52,15 %, и версия для PlayStation 2 — 49,27 %. Схожая статистика присутствует и на Metacritic: средняя оценка составляет 51 балл из 100 возможных для GameCube, 49 баллов для Xbox и 45 баллов для PlayStation 2. Несмотря на низкие оценки, Shadow the Hedgehog был коммерчески успешен для издательства: на июль 2006 года было продано почти 1,6 миллиона экземпляров игры. Версии для PlayStation 2 и GameCube получили статус «бестселлера». В 2010 году Official Nintendo Magazine провёл опрос среди поклонников Соника на тему их любимых игр серии. По итогам этого опроса Shadow the Hedgehog занял 6 место.
Преимущественно отрицательный отклик получил геймплей Shadow the Hedgehog, который зачастую назывался непродуманным и устаревшим. В российском журнале «Страна игр» вообще порекомендовали держаться от игры подальше. Мэтт Хелгесон из Game Informer заявил: «Эта новая „взрослая“ интерпретация Соника не только мучительно тупая, она также непродуманная и выглядит как предательство давних поклонников». Том Бромвелл выдвинул предположение, что фанаты не купят игру из-за мрачной атмосферы. Представители из GameSpy и 1UP.com назвали новую разработку Sonic Team «прыжком через акулу». Положительный отзыв об игровом процессе оставил Стив Томасон, обозреватель из Nintendo Power. Он подметил, что проекту удалось перейти за «край», однако он не выходит за борт насилия, а «взрывать врагов Шэдоу с широким разнообразием оружия в его распоряжении — сплошное удовольствие». Некоторые журналисты сравнили Shadow the Hedgehog с первыми трёхмерными частями серии. «Грубо говоря, Shadow the Hedgehog — это тот же самый Sonic Adventure, только с пистолетами, автомобилями и чёрным цветом вместо голубого», — отметил Игорь Сонин. Это сходство также заметили рецензенты из IGN, Eurogamer и G4.
Особой критике Shadow the Hedgehog подвергался за введение оружия, которого не было в предыдущих частях серии Sonic the Hedgehog; негативные оценки получили и транспортные средства. Грег Мюллер из GameSpot считает оружие «практически бесполезным из-за отсутствия режима захвата цели или ручного прицеливания». Автомобили представителю сайта GameSpy показались также ненужными на уровнях, поскольку они замедляют прохождение. Неоднозначный отзыв о нововведениях оставил рецензент на сайте 1UP.com. Обозреватель из Game Informer высказался негативно, назвав Shadow the Hedgehog подражателем серий игр Grand Theft Auto и Halo. Том Орри (VideoGamer) посчитал рукопашные бои в игре плохими, секции с использованием транспорта — «шокирующими», а с кучей оружия это, по его мнению, делает Shadow the Hedgehog «одной из самых грязных игр, когда-либо выпущенных Sega». Грэг Бэмис, рассуждая об оружии в игре про Шэдоу, высказал следующее: «… В Sega думали, что ввести огнестрельное оружие в игре про чёрного ежа — хорошая идея. Но кто копнул немного глубже, поймёт — это плохая идея…».
Из минусов игры также выделили неудобную камеру, управление и самонаводящуюся атаку Шэдоу. Игорь Сонин считает, что «пропасти вступили в преступный сговор с камерой: сообща эта парочка делает всё возможное, чтобы отбить у вас охоту играть», а «после пятнадцати минут игры хочется вообще держать палец подальше от кнопки прыжка, дабы не выскочить куда не нужно». Аналогичные проблемы выделил в своём обзоре и Орри. Представитель из Game Informer назвал все потерянные жизни и падения в пропасти «дешёвой смертью», а из-за ужасной камеры управлять персонажем трудно вдвойне, и даже ручная настройка ракурса никак не помогает. Том Бромвелл описал камеру как «озорную». Патрик Клепек разочаровался в управлении, так как оно, по его словам, «убивает весь кайф», а все приёмы из-за введения оружия становятся ненужными. Грег Мюллер сравнил движения Шэдоу «с гепардом на льду». Негативные комментарии оставляли в своих обзорах рецензенты из Nintendo Power и Official Xbox Magazine.
Неоднозначно была оценена визуальная составляющая игры. Представитель из GameSpot положительно отозвался о графике, а звуковые эффекты у него вызвали восторг. Музыкальное сопровождение он назвал подходящим для уровней, и посоветовал игрокам включать в меню озвучивание на японском языке, потому что английский дубляж не передаёт никакого драматизма. Мэтт Касамассина, подводя итог своего обзора, назвал графику Shadow the Hedgehog выполненной «аля-Dreamcast», и похвалил дизайнеров за создание 20 разнообразных уровней, которые художники испортили мрачным оформлением. Журналист из G4 дал смешанную оценку локациям. Ему понравились скоростные участки, но многочисленные телепортации не дают нормально проходить игру. Смешанный отзыв оставил Орри, отметив из положительных сторон высокую дальность прорисовки на некоторых локациях, но при этом негативно отозвался об «уродливых» визуальных эффектах, унаследованных от предыдущих трёхмерных частей серии. Игорь Сонин из плюсов выделил крутой вступительный CG-ролик и большое количество ежей в главных ролях. Некоторые издания также отмечали падение частоты кадров на консоли PlayStation 2, в то время как версии для GameCube и Xbox этой проблемой не страдают.
Реиграбельность и сюжетная линия получили смешанные отзывы, но в большинстве случаев они были положительными. Представитель из GameTrailers поблагодарил разработчиков за создание сюжета в стиле «выбери себе приключение», так как он даёт возможность переиграть игру снова с другим развитием событий. Им же было отмечено, что нелинейный сюжет в платформерах — большая редкость. Похожее заявление звучало со стороны Official Xbox Magazine. Противоположное мнение оставил критик из GameSpy. В своём обзоре он не понял, для чего разработчикам нужна была история с несколькими концовками, если не раскрывается тема добра и зла. Орри посчитал выбор хорошей или плохой стороны разочаровывающим, поскольку он не оказывает существенного влияния на игровой процесс, из-за чего Шэдоу всегда атакуют любые враги. В журнале Nintendo Power раскритиковали сложность миссий, требующих от игрока находить объекты и предметы. Обозревателю из IGN хоть и не понравился персонаж Блэк Дум, но сюжет, по его словам, интригует, и заставляет проходить Shadow the Hedgehog не раз. Грэг Бэмис в своём обзоре назвал нелинейность единственным достоинством игры, но Эван Баркфилд не увидел никаких развилок в истории, потому что это был лишь маркетинговый ход со стороны Sonic Team.

### Влияние
После выхода игры с 2005 года издательством Prima Games выпускались книги, где содержалось руководство и дополнительная информация по Shadow the Hedgehog. В 2009 году проект, вместе с Sonic Mega Collection Plus, был переиздан для PlayStation 2 в виде бандла Sega Fun Pack: Sonic Mega Collection Plus & Shadow the Hedgehog.
Сюжет Shadow the Hedgehog был адаптирован в № 171 комикса Sonic the Hedgehog от Archie Comics. В другом журнале, Sonic Universe, состоялся выход продолжения игры. По сюжету ёж Шэдоу теперь работает на организацию G.U.N, и его отправляют исследовать происхождение чёрной кометы, недавно упавшей на планету.
В январе 2024 года был анонсирован ремастер игры Sonic Generations под названием Sonic X Shadow Generations, выход которого состоится 25 октября 2024 года. Помимо прочих изменений, он включает в себя новую сюжетную кампанию с участием ёжика Шэдоу, события которой разворачиваются спустя время после «истинной» концовки Shadow the Hedgehog и параллельно событиям основной Generations. В ней Шэдоу так же предстоит остановить Блэк Дума и его армию демонов.